# Фишка казино

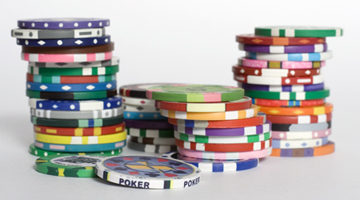
Фишки различных казино

Фи́шка (также именуемая чипом) — небольшой диск, заменяющий в казино деньги. Фишки также широко используются как игровые деньги в турнирных соревнованиях по спортивному покеру и любительских играх.

## Описание
Фишки изготавливаются из глины, композитной глины или ABS пластика. В основном используются в настольных играх, в отличие от металлических монет (жетонов), используемых в игровых автоматах.
Некоторые казино при высоких ставках игры также используют «плаки» (от $25 000 и выше). Плак отличается от фишки тем, что он больше и, как правило, имеет прямоугольную форму. В отличие от фишек, плаки имеют свои порядковые номера.
Исторически фишки казино происходят от европейских средневековых счётных пфеннигов.

## Использование
Деньги в казино или клубе обмениваются на фишки в кассе, за игровым столом или в специальном обменном пункте. Фишки приравниваются по своему достоинству к деньгам на территории казино/клуба. За пределами казино фишки не имеют ценности, хотя некоторые казино в Лас-Вегасе принимают к оплате фишки других казино. 
Фишки используют в казино по нескольким причинам:
- Более удобны в использовании, чем бумажные деньги.
- Сложнее украсть или подделать.
- Из-за одинакового размера их легче посчитать в стеках (стопках) по сравнению с бумажной валютой при использовании на столе.
- Фишки позволяют пит-боссу или службе безопасности быстро проверить сумму выплаты, снижая вероятность того, что дилер может неправильно рассчитать клиента. Унифицированный вес каждой фишки в казино позволяет быстро определить суммарную стоимость всех фишек в большом стэке по общему весу, хотя чаще встречается подсчёт при помощи стандартизированных лотков для фишек.
- Игроки казино более свободно обращаются с фишками, чем с наличными деньгами.

## Стек
Стек — это стопка из 20 чипов. Её постоянно использует крупье для подсчёта фишек. Для того чтобы собирать фишки со стола, когда они разбросаны, используют «чипование» — сбор фишек со стола руками. На конец фишки надавливают большим пальцем, а указательным с другой стороны кладут в ладонь. Хороший дилер может делать 2 стека с помощью чипования за 6—10 секунд.

## История
Хотя первые дома азартных игр были легализованы в Венеции в 1626 году, игральные фишки были введены лишь спустя двести лет. В 1800-х годах игроки использовали при игре любые небольшие ценные предметы, такие как монеты, золотые самородки, золотой песок. Впоследствии стали появляться фишки из слоновой кости, ценных пород дерева, папье-маше, картона или глины. Первое время технология изготовления фишек не имела строгих правил: форма и размер поражали своим разнообразием. Наиболее распространёнными с 1800 по 1850 годы были круглые и квадратные фишки, обычно выпуклые и имеющие отверстия. Номинал обозначался не при помощи цифр, а путём нанесения на чип определённого узора. В отличие от современных фишек для покера, они были окрашены по-разному только для того, чтобы определить принадлежность игрока для расчётов по платежам в конце игры, с разным номиналом, отличающимся разной формой, которую имел каждый тип счётчика.
Аристократы нередко заказывали изготовление игровых чипов для собственных нужд у ювелиров, также считалось хорошим тоном, если в игорном доме игровые чипы были золотыми или серебряными, с инкрустацией из драгоценных камней. Такие фишки стоили дорого, поэтому предприимчивые мошенники быстро научились их подделывать и заменять во время игры.
В период между 1880 и концом 1930-х годов несколько компаний сделали фишки из состава глины. Было произведено более 1000 разновидностей. Когда случаи подмены чипов в казино участились, с целью защиты от шулеров на них начали наносить усложнённые рисунки, изображения животных, царапины и кусочки металла. Большинство чипов были окрашены в белый, красный, синий и жёлтые цвета.
Открытие целлулоида в 1862 году позволило через 15 лет выпустить первые фишки, состоящие из смеси глины и пластика. Пропорция и составляющие по сегодняшний день содержатся компаниями-производителями в строгой тайне. Большинство казино постепенно стало заказывать индивидуальные составы для своих чипов во избежание подделки.
Фишки для казино являются своего рода собственными деньгами, позволяющими легально не платить налог с игр. Налог платится только с продажи фишек.

## Состав и производство
Подавляющее большинство подлинных фишек казино — глиняные фишки, их можно более точно охарактеризовать как фишки, изготовленные методом компрессионного формования. Вопреки распространённому мнению, что с 1950-х годов повсеместно используются 100%-е глиняные фишки, современные глиняные фишки производятся из состава материалов, позволяя увеличить долговечность фишки. При производстве фишек используются различные соотношения материалов, таких как: песок, карбонат кальция, мел и глина. Подробности процесса изготовления фишек являются коммерческой тайной и могут значительно варьироваться у разных производителей. Большинство этих процессов считаются относительно дорогими и трудоемкими. Для нанесения рисунка на ребро фишки необходимо удалить часть глины и затем заменить её глиной другого цвета, данную операцию необходимо проделать для каждой фишки индивидуально или, для сокращения времени изготовления, на этапе формирования цилиндрической формы для последующего разрезания на отдельные фишки вырезать полосы глины и заменить их глиной альтернативного цвета. При этом каждая фишка получает оригинальный декор ребра и краевой части лицевой стороны. Далее фишки помещаются в специальную форму, где их нагревают и сжимают давлением примерно в 10 000 PSI (70 МПа) при температуре 300 °F (149 ° С), отсюда и название метода компрессионного формования.
Печатная графика на глиняных фишках называется инкрустацией. Вкладыши, как правило, из бумаги, покрытые тонкой плёнкой из пластика, накладываются на чип до начала процесса компрессионного формования. В процессе формования декор становится составной частью фишки и не может быть отделён от фишки без её разрушения.
Керамические фишки были введены в середине 1980-х годов в качестве альтернативы глиняным фишкам и очень распространены в казино, а также легко доступны для покупки. Керамические чипы часто упоминаются некоторыми продавцами как глиняные или выполненные из композитной глины, но на самом деле они изготавливаются методом литья под давлением определённых пластмасс и смол, которые приближают ощущения и звук этих фишек к фишкам из глины.
Фишки, используемые в казино Северной Америки, редко весят более 10 грамм, их вес, как правило, находится между 8,5 и 11,5 г. Не существует никакого официального веса для фишек, однако некоторые чипы для увеличения их веса инкрустируют металлическими жетонами. Фишки для домашнего использования имеют существенно больший диапазон по весу, иногда вес достигает 16 г, в зависимости от производителя и технологии изготовления.
Общепринятый дизайн для домашнего использования — это изображение шести граней игральных кубиков (костей) или карточных мастей по краям лицевой поверхности чипа. Они, как правило, изготовлены с применением технологии литья под давлением из АБС-пластика. Некоторые фишки формируются вокруг небольшого металлического диска, который называется жетоном, для увеличения веса.
В Европе также часто используют перламутровые фишки.

## Цвета фишек
В любом казино цвет фишек обозначает её номинал. Во многих казино фишки имеют также числовое обозначение номинала. Однако не существует однозначного соответствия между цветами и номиналами. Наиболее распространённые цветовые схемы включают следующие цвета:
| Белый   | $1   |
| Красный | $5   |
| Зелёный | $25  |
| Чёрный  | $100 |

В Америке 19-го века было достаточно традиции использования голубых фишек для более высоких значений — «голубая фишка» в существительном и прилагательном значениях, сигнализирующих о дорогостоящих фишках и дорогостоящем имуществе, засвидетельствована с 1873 и 1894 соответственно. Эта устоявшаяся коннотация была впервые распространена на акции «голубых фишек» в 1920-х годах.
Реже встречаются другие цвета (жёлтый, синий, голубой, фиолетовый, оранжевый, серый и др.) Им могут соответствовать менее распространённые промежуточные и дробные номиналы ($0,50, $2, $2,50, $10, $20) и крупные номиналы ($500 и выше).
Во многих казино даже окрашивают столы под номинал фишки. Делается это для того, чтобы игрок сразу видел размер минимальной ставки в конкретной игре
В телевизионных покерных турнирах и играх на деньги иногда используются связанные бумажные купюры для крупных номиналов, хотя в Мировой серии покера и Мировом покерном туре используются исключительно круглые фишки номиналом до 250 000 долларов. Турнирные фишки нельзя обменять на наличные.

## Защита фишек
Каждое казино имеет свои уникальные фишки, даже если казино является частью более крупной компании, так как каждый чип за игровым столом должен быть подкреплён соответствующей суммой денежных средств. Кроме того, за исключением штата Невада, в казино не допускается использование фишек сторонних казино.
Элементы защиты фишек для казино многочисленны: изображение на фишке, как правило, имеет очень высокое разрешение или фотографическое качество; комбинации цветов на гранях фишки обычно характерны для конкретного казино. Возможно нанесение ультрафиолетовой маркировки на фишку. Некоторые фишки имеют радиочастотную идентификацию — например, в новом казино Wynn в Лас-Вегасе.
Случаи выявления контрафактных фишек очень редки. Высокий уровень контроля и наблюдения за всем происходящим на территории казино не оставляет шансов мошенникам, подделывающим фишки. Но в казино, однако, готовы и к этой ситуации. В любой момент казино имеет право удалить все фишки с игровых столов и заменить их новыми с альтернативной маркировкой. Регулирующие документы требуют, чтобы в каждом казино был дополнительный запас фишек с альтернативной маркировкой, хотя количество резервных чипов необязательно должно соответствовать количеству основных фишек казино.

## Коллекционирование фишек
Фишки казино являются предметом коллекционирования. Эта отрасль нумизматики становится всё более популярной во всем мире. Клуб Chips & Gaming Tokens образован в 1988 году. Стоимость некоторых чипов превышает $50 000, продающихся на онлайн-аукционах, таких как eBay. Некоторые казино продают заказные наборы фишек с одной или двумя оригинальными колодами карт и логотипом казино на них. Набор фишек укладывается в кейс или чемодан.
В 1988 году в США был учреждён Клуб коллекционеров: Casino Chips & Gaming Tokens Collectors Club (CC & GTCC). В настоящее время он насчитывает более 3000 членов по всему миру.

## Варианты исполнения
Некоторые казино, такие как Hard Rock Hotel & Casino в Лас-Вегасе, выпускают фишки ограниченным тиражом («Limited Edition»), посвящённые различным событиям, сохраняя общую цветовую схему. Это побуждает клиентов приобретать их как сувениры, принося казино дополнительную прибыль.
В некоторых казино, например в Wynn Encore & Casino в Лас-Вегасе, используют фишки со встроенными радиочастотными маячками, для лучшего отслеживания фишек за столами и для определения среднего размера ставки за каждым столом, а также для того, чтобы сделать их более трудными для воспроизведения мошенниками. Однако этот метод является дорогостоящим и рассматривается многими как ненужный и не влияющий на прибыль.
В 2011 году лондонский дизайнер Джеффри Паркер выпустил самый дорогой, на то время, покерный набор в мире стоимостью 7,3 млн долларов. В набор входила сумка из кожи крокодила с кодовыми замками, украшенная золотом и бриллиантами, игральные карты, расположенные на досках, украшенных платиной, а также 384 фишки из 18-каратного золота, инкрустированные драгоценностями. Для каждого цвета фишек использовались разные камни: белые бриллианты для белых, сапфиры для синих, рубины для красных, изумруды для зелёных и чёрные бриллианты для чёрных. Всего для инкрустации набора использовалось 22,4 тыс. драгоценных камня общим весом в 1012 карат.
В 2013 году создана самая дорогая покерная фишка в истории. Общая стоимость фишки порядка 450 тысяч долларов, она занесена в Книгу рекордов Гиннесса как самая дорогая покерная фишка для казино в мире. Канадский ювелир Джерри Леви создал фишку из розового золота 916-й пробы. Её общая масса составляет 22 карата, что равняется примерно 45 граммам. Фишка для игры в казино инкрустирована большим количеством бриллиантов — на плоскостях фишки, а также на её гранях. Масса каждого бриллианта — около одного карата.